# Marek Majeský
Marek Majeský (* 23. srpen 1972, Bratislava) je slovenský herec a dabér.
Působil v Trnavském divadle a v Divadle Andreja Bagara v Nitře. Od roku 2007 působí na Nové scéně v Bratislavě, ale hostuje i v jiných divadlech po celém Slovensku. Je i doktorandem na VŠMU.

## Vzdělání
- 1986–1990: Gymnázium I.Horvátha, Bratislava
- 1990–1994: absolvent VŠMU v Bratislavě obor herectví
- 1994–1995: diplomová práce: "Povolání Herec"
- 2004–2007: doktorand na VŠMU, obor herectví; školitel: prof. E. Vášáryová, disertační práce: "Dramatická postava: možnosti interpretace a jevištního ztvárnění"

## Filmografie
- 1992: Cudzinci
- 1994: Spoveď (TV film)
- 1996: Matúš (TV film)
- 1997: Silvánovci
- 1997: Blúznenie srdca a rozumu (TV film)
- 1997: Germinie (TV film)
- 2000: Fragmenty z malomesta (TV film)
- 2001: Vadí nevadí
- 2005: Medzi nami
- 2006: O dve slabiky pozadu
- 2008: Bathory
- 2008–2009: Panelák (Edo)
- 2009: Rádio
- 2009: Keby bolo keby
- 2009–2010: Ordinácia v ružovej záhrade (Marek Kalman)
- 2013: Búrlivé víno (Slávo Dolinský)
- 2013 Kandidát
- 2015: Horná Dolná (seriál, Ján Chalupka ml.)
- 2016 Jak se zbavit nevěsty
- 2018 – Milenky (TV seriál)
- 2019 Šťastný nový rok
- 2019 Amnestie
- 2021 Šťastný nový rok 2: Dobro došli
- 2021 Nemocnica
- 2022 Hlavne veľa lásky